# Cu (Mie)
Cu (japonsky 津市; Cu-ši) je hlavní město prefektury Mie na ostrově Honšú v Japonsku.
V roce 2003 mělo město 164 214 obyvatel a hustotu osídlení 1612,15 ob./km². Celková rozloha města je 101,86 km².
Dřívější název města byl Amocu.
Cu původně vzniklo jako hradní město. Během období Edo se stalo oblíbenou zastávkou poutníků na cestě ke svatyni Ise, která leží asi 40 km na jihovýchod. Moderní město Cu bylo založeno 1. dubna 1889.
Přibližně polovina města byla zničena při amerických náletech v roce 1945.

## Partnerská města
- Čen-ťiang, Čínská lidová republika (11. červen 1984)

- Osasco, Brazílie (18. říjen 1976)